# Solanum actaeabotrys
Solanum actaeabotrys är en potatisväxtart som beskrevs av Henry Hurd Rusby. Solanum actaeabotrys ingår i släktet skattor som ingår i familjen potatisväxter. Inga underarter finns listade i Catalogue of Life.